# Ocotea pulchella
Ocotea pulchella är en lagerväxtart som beskrevs av Carl Friedrich Philipp von Martius. Ocotea pulchella ingår i släktet Ocotea och familjen lagerväxter. Inga underarter finns listade i Catalogue of Life.